# Dinastia teodosiana

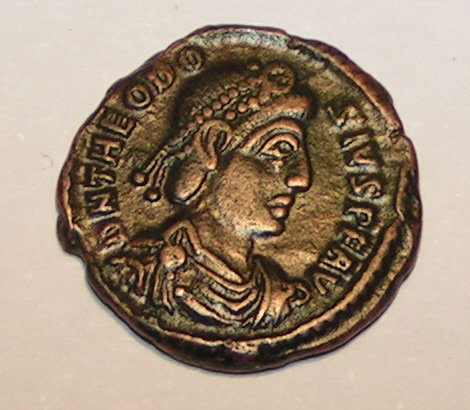
Teodosio I su una moneta.

La dinastia teodosiana era una famiglia romana che arrivò al soglio imperiale alla fine del IV secolo.
L'iniziatore della casata fu Teodosio il Vecchio, conosciuto anche come Conte Teodosio, un grande generale che salvò la Britannia dalla cosiddetta Grande cospirazione, cioè l'invasione della provincia da parte dei barbari.
Suo figlio, Teodosio I, fu associato all'impero nel 379 da Graziano e Valentiniano II, figli ed eredi di Valentiniano I e restò l'unico imperatore romano dopo la loro morte (392-395). Nel 387 aveva sposato in seconde nozze Galla, figlia di Valentiniano I, che gli diede la figlia Galla Placidia.
Alla morte di Teodosio I gli succedettero i figli: Onorio in Occidente e Arcadio in Oriente.
Nell'impero d'Occidente, alla morte di Onorio nel 423, dopo un breve interregno, gli succedette nel 425 Valentiniano III, figlio di Galla Placidia e di Flavio Costanzo (brevemente associato al trono da Onorio nel 421 con il nome di Costanzo III).
La figlia maggiore di Valentiniano III e di Licinia Eudossia (figlia dell'imperatore d'Oriente Teodosio II), Eudocia, sposò Unerico, il figlio del re dei Vandali Genserico, mentre la figlia minore, Placidia, sposò nel 461 Anicio Olibrio (imperatore d'Occidente nel 472). La figlia di Placidia e Olibrio, Anicia Giuliana visse alla corte di Costantinopoli e dal matrimonio con Flavio Areobindo Dagalaifo ebbe Flavio Anicio, console a Costantinopoli nel 491.
Nell'impero d'Oriente alla morte di Arcadio nel 408 gli succedette il figlio avuto dalla moglie Elia Eudossia, Teodosio II. Questi si sposò nel 421 con Atenaide Eudocia dalla quale ebbe la figlia Licinia Eudossia, andata in sposa all'imperatore d'Occidente Valentiniano III e madre di Eudocia e di Placidia.
Dopo la morte di Teodosio II nel 450 gli succedette il marito della sorella, Pulcheria Teodosia, Marciano (450-457). La figlia di Marciano e Pulcheria, Eufemia, sposò l'imperatore d'Occidente Antemio (467-472).

## Dinastia teodosiana d'Occidente
Dopo la morte di Teodosio I, la dinastia teodosiana continuò a regnare sull'Impero romano d'Occidente.
- Teodosio I (346-395), regnò dal 379 alla sua morte, quando l'impero viene diviso tra i suoi due figli;
- Onorio (384-423), regnò dal 395 alla sua morte, era figlio di Teodosio I;
- Interregno di Giovanni Primicerio (regnò dal 423 al 425), non appartenente alla dinastia;
- Valentiniano III (419-455), regnò dal 425 alla sua morte 455;

## Dinastia teodosiana d'Oriente
- Teodosio I (346-395), regnò dal 379 alla sua morte, quando l'impero viene diviso tra i suoi due figli;
- Arcadio (377-408), regnò dal 395 alla sua morte, era figlio di Teodosio I;
- Teodosio II (401-450), regnò dal 408 alla propria morte, era figlio di Arcadio;
- Marciano (392-457), regnò dal 450 al 457.

## Discendenti del Comes Teodosio
In corsivo gli augusti e le auguste
- Eucherio
- Comes Teodosio, sposa Termanzia
  - Onorio (morto prima del 379), sposa Maria
    - Serena, moglie di Stilicone
    - Termanzia

  - Teodosio I, sposa Elia Flaccilla (1), poi Galla (2), figlia di Valentiniano I
    - (1) Arcadio, sposa Elia Eudossia, figlia di Bautone
      - Flaccilla
      - Elia Pulcheria, sposa Marciano
        - Elia Marcia Eufemia, sposa Antemio (467-472)
          - Antemiolo
          - Flavio Marciano, sposa Leonzia, figlia di Leone I
          - Procopio Antemio
          - Romolo
          - Alipia, sposa Ricimero

      - Arcadia
      - Teodosio II, sposa Elia Eudocia
        - Licinia Eudossia, sposa Valentiniano III (si veda la discendenza sotto Valentiniano III)

      - Marina

    - (1) Onorio, sposa prima Maria poi Termanzia, entrambe figlie di Stilicone e Serena
    - (1) Pulcheria Teodosia
    - (2) Graziano
    - (2) Galla Placidia, sposa Ataulfo (3), poi Costanzo III (4)
      - (3) Teodosio
      - (4) Valentiniano III, sposa Licinia Eudossia
        - Eudocia, sposa Unerico
        - Placidia, sposa Anicio Olibrio
          - Anicia Giuliana, sposa Areobindo
            - Flavio Anicio

      - (4) Giusta Grata Onoria sposa Flavio Basso Ercolano

Probabili cugini degli imperatori Arcadio e Onorio:
- Didimo, Vereniano, Teodosiolo e Lagodio